# Nodirbek Yoqubboyev
Nodirbek Yoqubboyev (FIDE-Schreibweise Nodirbek Yakubboev; * 23. Januar 2002 in Taschkent) ist ein usbekischer Schachspieler. Seit 2019 trägt er den Titel eines Großmeisters im Schach.

## Karriere
Yoqubboyev wurde im August 2017 der Titel eines Internationalen Meisters von der FIDE verliehen. Dem vorausgegangen war unter anderem sein Sieg in der U16-Sektion der Asien-Jugendmeisterschaft im April 2017 in Taschkent.
Im Februar 2018 sicherte sich Yoqubboyev die erste Norm für den Großmeister-Titel durch seine Leistung im Moskauer Aeroflot Open. Auch bei der Ausgabe im Februar 2019 erspielte er sich erneut eine Norm. Bei seiner ersten Teilnahme an der Schacholympiade im Jahr 2018 gewann er sieben Partien und spielte dreimal Remis als Brett 3 des usbekischen Teams, was wiederum eine Großmeister-Norm bedeutete. Seine letzte Norm, die er einreichte, stammte aus dem Sharjah Masters im März 2019, das er mit 7 Punkten aus 9 Runden auf dem sechsten Rang – jedoch punktgleich zum Sieger – abschloss. Die Elo-Marke von 2500 überschritt Yoqubboyev bereits im Juni 2018, somit ernannte die FIDE ihn im Juni 2019 zum Schachgroßmeister.
Yoqubboyev gewann bereits dreimal die nationale Meisterschaft in Usbekistan mit Siegen in 2016, 2018 und 2020. Auch den 2024 erstmals ausgetragenen UzChess Cup gewann Yoqubboyev, obwohl er unter den Teilnehmern die geringste Elo-Zahl hatte. Weitere Turniersiege umfassen das Qatar Masters Open 2023 und die Challengers-Sektion beim Prager Schachfestival 2025.
An der Schacholympiade nahm Yoqubboyev nach seiner Premiere 2018 auch beim Sieg des usbekischen Teams in Chennai 2022 teil und belegte in Budapest 2024 ebenfalls das zweite Brett der Usbeken. Darüber hinaus war Yoqubboyev Teil des usbekischen Teams, das bei den Asienspielen 2022 Bronze gewann.
Im September 2022 stieß Yoqubboyev erstmals in die Top 100 der FIDE-Weltrangliste vor und konnte sich dort für einige Monate halten, nachdem er zuvor bereits zeitweise zu den zehn besten Junioren gehörte. Seit November 2023 ist er wieder durchgängig in der Weltspitze vertreten. Im Mai 2025 belegte er Rang 60 der Weltrangliste als viertbester Usbeke.

## Privates
Nodirbek Yoqubboyev hat eine ältere Schwester, Nilufar Yoqubboyeva, die ihrerseits 2019, 2020 und 2021 die Frauen-Sektion der usbekischen Einzel-Meisterschaften gewinnen konnte und seit 2022 den Großmeister-Titel der Frauen (WGM) trägt.